# Носков, Станислав Юрьевич
Станислав Юрьевич Носков (27 января 1962) — советский и узбекистанский футболист, выступавший на позиции крайнего нападающего и полузащитника. Играл в высших дивизионах СССР, Белоруссии и Узбекистана.

## Биография
Воспитанник красноярских футбольных школ «Рассвет» и «Автомобилист», тренер — Юрий Уринович. В 1977 году был включён в символическую сборную турнира «Кубок Юности», входил в юношескую сборную РСФСР. В 1977 году играл в юношеской команде саратовского «Сокола», куда его пригласил один из тренеров юношеской сборной Юрий Николаевич Стрелков. В 17-летнем возрасте футболист дебютировал в команде мастеров — красноярском «Автомобилисте», в первом сезоне забил 4 гола. В 1980—1982 годах служил в армии.
После окончания службы выступал преимущественно за команды второй лиги из Узбекистана и других республик Средней Азии, во многих из них играл под руководством тренера Евгения Валицкого. Несколько раз Носкова приглашали в клубы высшей и первой лиги — «Пахтакор», «Факел», «Памир», однако закрепиться в них футболист не смог из-за сложного характера и собственной методики тренировок, которую он отстаивал перед тренерами, также много времени пропустил из-за травм. Носил прозвище «Скиллачи» в честь итальянского футболиста.
В составе «Факела» в 1985 году сыграл два матча в высшей лиге, дебютную игру провёл 31 августа 1985 года против одесского «Черноморца», выйдя на замену на 77-й минуте вместо Геннадия Сошенко.
После распада СССР выступал в высшей лиге Белоруссии за «Ведрич» и в первой лиге Украины за северодонецкий «Химик». В 1993 году вернулся в Узбекистан и играл в высшей лиге за «Бинокор» (Ташкент).
С середины 1990-х годов работал играющим тренером в ташкентском МХСК (ЦСКА), но в матчах высшей лиги за эту команду на поле не выходил, а играл за «СКА-Сибал» во второй лиге. Среди его воспитанников как тренера — нападающий сборной Узбекистана Павел Соломин.

## Личная жизнь
У Носкова есть сын.